# Alago jezik
Alago jezik (arago, aragu, argo, idoma nokwu; ISO 639-3: ala), jedan od pet idoma jezika, šire skupine idomoid, kojim govori 35 100 ljudi (2000) u nigerijskoj državi Nassarawa.
Alago ima četiri dijalekta: doma, agwatashi, keana i assaikio. Koristi se i hausa [hau]. Pismo: latinica.

## Vanjske poveznice
- Ethnologue (14th)
- Ethnologue (15th)